# Balloniscus sellowii
Balloniscus sellowii is een pissebed uit de familie Balloniscidae. De wetenschappelijke naam van de soort is voor het eerst geldig gepubliceerd in 1833 door Brandt.